# Paradox van Grelling
De paradox van Grelling is een logische paradox, uitgevonden in 1908 door de Duitse wis- en taalkundige Kurt Grelling. Als men deze paradox wil kunnen formuleren moeten eerst twee begrippen gedefinieerd worden:
- Een bijvoeglijk naamwoord of zelfstandig naamwoord is autologisch dan en slechts dan als het zichzelf beschrijft.
- Een bijvoeglijk naamwoord of zelfstandig naamwoord is heterologisch dan en slechts dan als het zichzelf niet beschrijft.

De vraag rijst nu: is het woord heterologisch autologisch – beschrijft het dus onder andere zichzelf – of is dit een heterologisch woord? 
Stel nu dat heterologisch een autologisch woord is. Dan beschrijft het zichzelf per definitie niet, want het betekent juist het tegenovergestelde van "autologisch". Indien heterologisch dus in plaats daarvan een heterologisch woord zou zijn, zou het zichzelf beschrijven en daardoor per definitie autologisch zijn. 
Het woord heterologisch kan alleen autologisch zijn als het zichzelf beschrijft en dus heterologisch is. Dit is een duidelijk geval van tegenspraak.

## Voorbeelden
Hieronder enkele voorbeelden van woorden:
- woord – is autologisch omdat het zelf een voorbeeld is van wat het aanduidt.
- kort – is autologisch omdat het zichzelf beschrijft, het woord is namelijk kort.
- lang – is heterologisch omdat het zichzelf niet beschrijft, het woord is namelijk niet lang.
- afkorting – is heterologisch omdat het zichzelf niet beschrijft, het woord is immers zelf geen afkorting.